# Pierre Boulanger (1928-1978)
Pour les articles homonymes, voir Boulanger (homonymie) et Pierre Boulanger.
Pierre Boulanger de son nom Pierre Hostettler est un mime, diseur, comédien, récitant et producteur d'émissions radiophoniques. Il est né le 9 octobre 1928 à Gorgier, dans le canton de Neuchâtel, et meurt le 28 octobre 1978, à Mézières, après avoir contracté un virus en Afrique. Il s'est marié avec la comédienne Mousse Boulanger.

## Biographie

### Enfance et formation
Pierre Boulanger, de son vrai nom Pierre Hostettler, est un enfant du Val-de-Travers. Né à Gorgier le 9 octobre 1928, il grandit à Buttes dans le canton de Neuchâtel, où son père tient la boulangerie du village. Dès l'âge de 14 ans, il se passionne pour le cinéma et réalise, avec son frère, une série de courts métrages en 9,5 mm Pathé-baby, sur la vie quotidienne des villageois du Val-de-Travers, des événements locaux tels que le cirque au village, le championnat de cyclisme ou les courses à ski, qui seront légués à sa mort, à la Cinémathèque suisse de Lausanne, ainsi qu'une importante collection de films. Une série de quinze de ses films sont restaurés et projetés en février 2012 dans le village de Buttes. Pendant 8 ans, il va suivre les cours d'art dramatique du Conservatoire de Fleurier avec le maitre Samuel Puthod. Pour financer ses études, il accepte la proposition paternelle d'apprendre le métier de boulanger. Il crée la troupe des Compagnons du théâtre et des arts de Fleurier, puis encouragé par une bourse d'études du canton de Neuchâtel et par ses amis artistes dont le peintre Lermite, il monte à Paris tenter sa chance.

### Début à Paris avec la troupe d'Étienne Decroux(1948-1953)
Pierre Hostettler contacte Lucien Raimbourg, auditionne chez Louis Jouvet et au théâtre de Jacques Hébertot, ce dernier est enthousiaste mais le laisse sans nouvelle. Il suit sa formation à Paris à la célèbre école de mime Étienne Decroux. Après deux mois d'école, il entre dans la troupe et fait une tournée triomphale en Israël et en Angleterre, à Manchester, Birmingham et Londres. Il est le seul acteur parleur de la troupe, il joue du violon, de la flûte et s'occupe des bruitages. Étienne Decroux n'ayant pas trouvé de théâtre, la troupe se produit dans les cabarets parisiens de la rive gauche à la Fontaine des Quatre-Saisons des frères Prévert avec Germaine Montero, au Tabou et à l'Écluse.

« Tout autant que le cinéma, la poésie est populaire ; si elle a plus de mystère, c’est qu’il lui faut un plus grand amour pour se livrer. Je pense qu’il est impossible de s’en servir pour faire du spectacle, mais qu’il faut se mettre totalement, absolument à son service. Il est alors étonnant de sentir avec quelle douceur, quelle tendre insistance la poésie nous enlève, non pas à la réalité, mais à la mesquinerie quotidienne, et avec quelle limpidité, elle nous rend les images simples et pures de nos plus belles espérances. Voilà pourquoi je suis marchand d’images. »

— Pierre Boulanger — entretien, Gérard PENTECOTE, « Avant de parcourir…. », Dauphiné Libéré, 26 déc. 1960.
En mars 1953, il est engagé à la Radiodiffusion française pour ses émissions de théâtre radiophonique où il tiendra des premiers rôles de composition. Travaille avec Suzy Louvain et avec P. Ch. Renard à la Radiodiffusion Française.
À Paris, il prend le nom de Boulanger en hommage au métier de son père.

### Un récital poétique en solo:Marchand d'images(1953-1961)
Dès 1953, Pierre Boulanger monte un récital de poésie. On salue sa mémoire infaillible, sa verve, ses jeux de physionomie, son programme géant : une trentaine de poésies et proses pour plus de deux heures trente de spectacle.
Le 27 mai 1953, lors d'un congrès annuel de l'organisation culturelle Connaître qui s'est donné pour défi de lancer la carrière du jeune comédien, Pierre Boulanger rencontre Berthe Neuenschwander, dite Mousse Boulanger, qui devient sa femme en 1955.

### Collaboration avec Mousse Boulanger:Marchands d'images(1956-1978)
Mousse et Pierre Boulanger ne se quittent plus, à la radio où ils produisent des émissions poétiques dès 1956, à la scène dès 1961 où ils donnent leurs récitals. Que ce soit sur les scènes européennes, dans les usines ou les écoles, ils sont les marchands d'images.
En 1961, Mousse et Pierre Boulanger font une émission radiophonique sur la poésie bulgare dans la série Poésie universelle. L'émission fait pleurer l'ambassade qui les invite à se produire en Bulgarie. Ils font ainsi leur début à la scène et y retourneront plus de 10 fois.
En 1968, il fonde avec Mousse Boulanger un centre culturel à Mézières.
De 1971 à 1974 : ils font une tournée avec José Azpiazu et sa fille, Lupe. Ils présentent leur spectacle en Suisse romande et en France.
En mars 1973, ils commencent leur expérience lyonnaise au Centre dramatique national dirigé par Marcel Maréchal avec Poésie dans les quartiers. Ils sont chargés de cette mission auprès de l'Éducation nationale française et sont patronnés par un comité comprenant Pierre Emmanuel de l'Académie française, Jean Lescure et Pierre Seghers.
En août 1973, ils présentent Marchands d'images au festival de Rochessauve, créé par Paul Vincensini et Marcel Maréchal.
Ils deviennent les ambassadeurs de la culture romande à l'étranger.
En 1974, au festival d'Avignon, ils donnent deux spectacles de poésie, Poésie pour tous et Théâtre des poèmes, au verger d'Urbain V. En outre, Pierre Boulanger joue dans deux pièces avec la Compagnie du Cothurne, avec notamment Pierre Arditi.

### Les poètes dans la cité: Centre culturel du Jorat, Ciné-Club Rencontres poétiques (Mézières)
C’est grâce à l'initiative de Pierre et Mousse Boulanger que le Centre culturel du Jorat, une société coopérative de développement, a été fondé en collaboration avec le Club-culture de Carrouge le 20 mars 1969. Pierre Boulanger en est le premier président. L’offre culturelle est variée :  représentations théâtrales, concerts de jazz, conférences, expositions d'art et d'artisanat, boutique, ciné-club et documentation cinématographique. Les Boulanger organisent 5 Rencontres poétiques, dont la première est un hommage au poète carrougeois Gustave Roud, les 20 et 21 septembre 1969.

### Hommages
En 1981, un chemin porte son nom à Mézières, l'écrivain et poète Jacques Chessex est présent et fait l'éloge.
En 1985, un concours de poésie porte son nom.
En 2012, une ruelle à Buttes dans son village natal du Val-de-Travers, porte son nom.

## Théâtre: mime, pièces, récitals
1952-1957
- Nombreux spectacles de mime dans les cabarets de la rive gauche dont la Fontaine des Quatre-Saisons des frères Prévert, avec la troupe d'Étienne Decroux. Tournée en Angleterre durant l'été 1952. Leur spectacle durait environ 20 minutes et comprenait des pièces telles que L’usine, Les Arbres, L’Homme machine, la Statue, l’Esprit malin ou le Combat antique. Le Combat antique a été conçu dans les années 1930 par Étienne Decroux et Jean-Louis Barrault, et jouée en 1945 à la Comédie-Française au sein d’Antoine et Cléopâtre de Shakespeare[11].

1953
- 2-3-4 mars 1953  : au Coup du Joran à Neuchâtel, cabaret de Neuchâtel, spectacle organisé avec les Compagnons du théâtre et des arts de Fleurier. Pierre Boulanger est la vedette de passage, il dit des poèmes et une scène de Bobosse d’André Roussin.
- En novembre 1953, Canetti invite les Faux-Nez pour assurer la première de Georges Brassens : quelques chansons de Béatrice Moulin et Un mot pour un autre et Les Fredaines de M. Punch[12] avec Armand Abplanalp aux Trois Baudets[13].

1954
- Léonce et Léna de Büchner : crée le rôle de Valerio, au Théâtre du Mandragore.
- La Cantatrice chauve de Ionesco.
- Les Pélicans de Radiguet.
- Les Mariés de la Tour Eiffel de Cocteau, s.d.
- Esther de Fernand Berset, s.d.
- La Ménagerie de verre de Tennessee Williams : rôle de Tom, Théâtre du Petit-Chêne, s.d..
- Agnès de Frisch, rôle de Horst, Théâtre du Petit-Chêne, s.d.

1955
- La Fête des vignerons de la Côte de Frank Jotterand, rôle du grand Charles.
- Le P’tit Bonheur de Félix Leclerc, rôle de Clophas.
- Les Quatre Doigts et le Pouce de René Morax : rôle du Chevalier de Costa Rica.
- Ubu roi de Jarry : rôle de Bordure.

1956
- Frontières de René Dornier : soirée théâtrale donnée sous les auspices de L'Association des anciens élèves du Collège par la Compagnie Jean Hort, avec Annie Cariel, Claire-Dominique, Germaine Épierre, Pierre Boulanger, Jean Hort, Georges Dimeray, Bernard Junod, etc.

1957
- À tombeaux ouverts de Fernand Berset : rôle de Tabouret, Faux-Nez.

1958
- Fin de partie de Beckett : rôle de Clov.

1959
- Incendiaires de Max Frisch.
- Force de loi d’Henri Debluë.

1960
- Douze Hommes en colère de Reginald Rose : production des Faux-Nez, mise en scène de Pierre Walker, décor et machinerie d'Armand Abplanalp, avec Jacques Bert, Félix Clement, Bernard Junod, André Pache, Jacques Blanc, Robert Guidon, Claude Mariau, Pierre Ruegg, Pierre Boulanger, Marcel Imhoff, André Mauriand, Paul-Henri Wild.

1974
- Le Conte ou le Dragon à sept têtes, inspirés par une légende portugaise. Anne Perrier et Bernard Reichel, créé à Vidy en 1974, OCL sous la dir.de Daniel Reichel : récitant.
- 17, 19 et 30 juill. 1974 : La Poupée d’Audiberti, Compagnie du Cothurne et Centre dramatique national de Lyon, Cour d’honneur du Palais des papes, Festival d’Avignon 74, rôle du professeur Palmas et du journaliste.
- 26 juillet 1974 : au gueuloir (Chapelle des Cordeliers), Festival d’Avignon 74 : lecture de la Lessiveuse de Jean Kergrist par Pierre et Mousse Boulanger
- Hölderlin de Peter Weiss, m.e.s. de Marcel Maréchal, Compagnie du Cothurne et Centre dramatique national de Lyon, Cour d’honneur du Palais des papes : rôles du travailleur (ouvrier) et du gendarme, musicien joue de la vielle et de l’accordéon avec André Weber et Roger Riffard, eux aussi dans le rôle d'ouvriers.
- 21 juillet 1974 : avec Mousse Boulanger : deux spectacles de poésie au Festival d'Avignon 1974 : Poésie pour tous au verger d’Urbain V, 21 juill. et Théâtre des poèmes.
- 1er août 1974: fête nationale suisse et journée de la poésie romande au Festival d'Avignon 74. Pierre et Mousse rencontrent des éditeurs tels que Bertil Galland et Jean Hutteret et présentent des poètes romands dont Maurice Chappaz, Anne Perrier, Alexandre Voisard et aussi des poèmes de Mousse Boulanger...

## Pièces radiophoniques (1956-1972)[14]
1959
- 28-31 août 1959 : La Fournaise de Jacques Aeschlimannn sur Radio-Lausanne, mise en ondes par Marcel Merminod, avec Pierre Boulanger, Daniel Fillion, Blanche Derval, Nelly Borgeaud, Paul-Henry Wild, Claude Lawrence, Simone Matil, Jacques Dacqmine, Fernand Berset, Georges Dimeray, André Mauriand, Jean Bruno, Bernard Junod et Bernard Pichon.

1956
- 18 janvier 1956 : Le Bourgeois gentilhomme, avec Blanche Derval, Michèle Auvray, Mireille Cuenod, Pierre Ruegg, Hubert Leclair, Max Lerel, Marguerite Cavadaski, Paul Ichac, Pierre Boulanger et Pierre Almette, dans l'émission Radioscolaire, Radio Sottens, 40 min 21 s.
- 1er février 1956 : Le Baladin du monde occidental de J.-M. Synge.Réalisé par Jean-Claude Diserens, avec Pierre Boulanger (Christophe Mahon), Adrien Nicati, Jean Hort, Mireille Cuenod, Bernard Junod, Jacqueline Burnand, Richard Vachoux, Mylise Roy, Charles Gleyvod, Simone Sage, Evelyne Grandjean, Liliane Certoux.
- 19 avril 1956 : La Plaisante Histoire de Jack de Newbury d’après le roman de Thomas Delauneypar Andrée Béart-Arosa.Réalisé par André Béart, avec Alexandre Fedo, Pierre Boulanger, Marcel Imhof, Jean Hort, André Rougemont, Max Lerel, Marguerite Cavadaski, Michel Georges.
- 8 juin 1956 : Cécé de Luigi Pirandello. Réalisé par Paul Siegrist, avec Pierre Boulanger, Jacqueline Damien, Jean Hort.
- 11 juillet 1956 : K.M.X. Labrador de Jacques Deval.Réalisé par Paul Siegrist, avec Pierre Boulanger, Sacha Solnia, Bernard Jousset, Suzanne Coderey, Claude Mack, Géo Montax, Jacqueline Damien.
- 18 juillet 1956 : La Belle Fille et les Soldats de Gino Pugnetti. Réalisé par André Béart, avec Mireille Cuenod, Claude Lawrence, Pierre Boulanger.
- 26 septembre 1956 : L’Amour aux enchères d’Aldo Benedetti. Réalisé par André Béart, avec Marcel Vidal, Pierre Boulanger, Pierre Almette, Jean Mézières, Max Lerel, Charles Gleyvod, Paul Ichac, Jane Savigny, Violette Fleury.
- 7 novembre 1956 : Bichon de Jean de Létraz. Réalisé par André Béart, avec Pierre Boulanger (Augustin), Georges Dimeray, Géo Morax, Edmond Bernard, Germaine Epierre, Nelly Golliez, Janine Michel, Mylise Roy, Janine Forney.
- 28 novembre 1956 : L’Important c’est d’être fidèle d’Oscar Wilde. Réalisé par Jean-Jacques Lagrange, avec Marguerite Cavadaski, Liliane Aubert, Janine Michel, Rirette Marnay, Pierre Boulanger, Claude Lawrence, William Jacques.

1957
- 20 février : Hyménée de Nicolas Gogol. Réalisé par Jean-Jacques Lagrange, avec Liliane Aubert, Marguerite Cavadaski, Pauline Martin, François Simon, Jean Hort, William Jacques, Pierre Boulanger, Robert Schmid, Alphonse Kehrer.
- 10 mai 1957 : Le Déjeuner marocain de Jules Romains. Réalisé par André Béart, avec Pierre Boulanger, René Habib, Paul-Henri Wild, André Talmès, Evelyn Grandjean, Violette Fleury.
- 2 octobre 1957 : Les Dix Petits Nègres d’Agatha Christie. Réalisé par Paul Siegrist, avec Paul Ichac, Germaine Tournier, Jean Bruno, Pierre Boulanger, Evelyn Grandjean, Marcel Vidal, François Simon, Hélène Dalmet, Paul Pasquier.
- 16 octobre 1957 : Monsieur Vernet de Jules Renard. Réalisé par Jean-Claude Diserens, avec Paul Pasquier, Pierre Boulanger, Jane Val, Bernard Junod, Nanine Rousseau, Neige Dolsky, Monique Pernet, Jacqueline Burnand.
- 30 octobre 1957 : L’Équipage au complet de Robert Mallet. Réalisé par Jean-Jacques Lagrange, avec René Habib, Marcel Vidal, François Simon, Jo Excoffier, Alexandre Fedo, Michel Viala, Pierre Boulanger, William Jacques, Pierre Bara.
- 24 décembre 1957 : L’Habit neuf du grand duc d’après un conte d’Andersen. Réalisé par Jean-Jacques Lagrange, avec Jean Davan, André Talmès, Isabelle Villars, Pierre Boulanger, Louis Gaulis, Michel Viala, François Simon, Liliane Aubert, Robert Millet, Bernard Haller.

1958
- 15 janvier 1958 : La Femme sans tête de Jean Guitton, réalisateur Raymond Barratavec Marcel Vidal, François Simon, William Jacques, Jean Vigny, Paul Pasquier, Pierre Boulanger, Paul Ichac, Robert Schmid, Monique Fregaro, Sacha Solnia, Michel Viala, Liliane Aubert, Rirette Marnay.
- 8 octobre 1958 : Agnès de Max Frisch, trad. de Pierre Sabatier, réalisateur Jean-Claude Diserens, avec Marcelle de Kenzac, Pierre Boulanger, Charles Gleyvod, Yilidrim Keskin, Jacques Bert, Bernard Junod, Gilbert Giorelli, Pierre Ruegg, Mac Gee, Monique Pernet. Retransmis du Théâtre du Petit-Chêne à Lausanne.

1959
- 11 janvier 1959 : Chroniques de Cogaron-sur-Pichette 5. Le Château historique de Robert Schmid, réalisateur Paul Siegrist, avec RobertSchmid, William Jacques, Alexandre Fédo, Paul Ichac, Jane Talbot, Pierre Boulanger, André Faure.
- 3 juin 1959 : La Dernière Enquête de Sherlock Holmes fantaisie de Fernand Berset, réalisateur Claude Goretta, avec André Faure, Jean Vigny, Pierre Boulanger, Alexandre Blanc, Alphonse Kehrer, William Jacques.
- 2 octobre 1959 : L’Affaire vous concernant de Jean-Pierre Conty, réalisateur Paul Siegrist, avec Pierre Boulanger, François Simon, Adrien Nicat, Irène Vidy, Jacques Ferry, Danièle Dancourt, Alexandre Fédo, Jean Davan, Violette Fleury, Maurice Aufair, Serge Nicoloff.
- 24 et 27 décembre 1959 : Les Trois Coups de minuit d’André Obey, réalisateur Claude Goretta, avec Gérard Carrat, Gilbert Divorne, Paul-Henri Wild, André Mauriand, André Faure, André Pasche, Adrien Nicati, Pierre Boulanger, Liliane Aubert.

1960
- 25 mars 1960 : Gran Opéra de Wicky Baum, réalisateur André Béart, avec VIDY, Irène dans le rôle de Kati Lanik, CODEREY, Corinne dans le rôle de Sybil Olivier, CAVADASKI, Marguerite dans le rôle de Frileuse, FREGARO, Monique dans le rôle de Katzerl, CARREL, Anne dans le rôle de Semper, FAURE, André dans le rôle de Robert Marsh, HABIB, René dans le rôle de Sacha Bakharoff, VIGNY, Jean dans le rôle du docteur Mayer, RUEGG, Pierre dans le rôle de Cyril Durnam, MAURIAND, André dans le rôle de Michael Stern, BOULANGER, Pierre dans le rôle de Joe, MARIAU, Claude dans le rôle de Pierre Colin et AUFAIR, Maurice dans le rôle de Sam.
- 29 avril 1960 : Sire Halewyn de Michel de Ghelderode, réalisateur Jean-Jacques Lagrange, avec Pierre Boulanger, Nanine Rousseau, Jean Hort, Alain Saury, Adrien Nicati, Andrée Ammon, Martine Jeanneret, Germaine Tournier, Serge Nicoloff, Georges Milhaud, Alexandre Fédo, Olivier Brun, Jane Rosier. Séquences filmées au Château de Chillon et à la Givrine.
- 10 juin 1960 : Le Baleinier de Hamport d’Eugène O’Neil, réalisateur Claude Goretta, avec Adrien Nicati, Liliane Aubert, Gérard Carrat, Paul-Henri Wild, Pierre Boulanger (rôle de Ben et Malan), J.-C. Malan.
- 14 octobre 1960 : La Fontaine d’Aréthuse d’après le roman de Maurice Zermatten, réalisateur André Béart, avec Georges Dimeray, Jean Vigny, Blanche Derval, Andrée Ammon, Monique Mani, Pierre Boulanger, Alexandre Fédo, Jean Hort, Walter Schöchli, Henri Rauch, Bernard Junod, Paul-Henri Wild, Charles Gleyvod, Jean-Yves Trilly. Avec des séquences filmées en Valais.

1961
- 1eravril 1960 : reprise de La Fontaine d’Aréthuse à la demande des spectateurs du kinescope de l’émission TSR qui a remporté le Prix UUNDA au Festival TV de Monte-Carlo 1961.
- 23 juin 1961 : Minute Inspecteur 8. L’Assassin était pressé, concours policier écrit par Georges Hoffmann, réalisateur par Paul Siegrist, avec Pierre Lioté, Gérard Carrat, Alexandre Fédo, Jo Johnny, Pierre Boulanger, Jean Mézières.
- 28 juillet 1961 : reprise de Le Baleinier de Hamport d’EugèneO’Neil…
- 25 août 1961 : Grand Opéra d’André Béart d’après le roman de Vicky Baum, réalisateur André Béart, avec Irène Vidy, Corinne Coderey, Monique Fregaro, Annie Carrel, Marguerite Cavadaski, Jean Vigny, André Faure, René Habib, André Mauriand, Claude Mariaud, Maurice Aufair, Pierre Boulanger.
- 15 décembre 1961 : Les Chaises d’Eugène Ionesco, réalisateur Jean-Claude Diserens, avec Armand Abplanalp, Liliane Aubert, René Creux, Pierre Boulanger. En relais différé du Théâtre des Faux-Nez, Lausanne.

1964
- 10 janvier 1964 : Les Quatre Doigts et le Pouce de René Morax, réalisateur Paul Siegrist, avec, Charles Apothéloz, Marcel Imhof, Armand Abplanalp, Pierre Boulanger (Alexandre Favez), Alain Knapp, Georges Milhaud.

1966
- 7 septembre 1966. 8 épisodes. S.O.S. Terre ! de Germaine Epierre, réalisé par Roger Gillioz. avec Jean Bruno, (capitaine Louvier), Jean Vigny (Venterre), Adrien Nicati (commandant Berger), Michel Cassagne (Gaillac), Gilbert Divorne (Clarière), André Faure (Franke), Édouard Nerval (Professeur Friponneau), Pierre Boulanger (Coquillon), Jacqueline Burnand (Mme Coquillon), Bernard Heyman (Giboubet), Pierre Holdener (Pampille), Michel Corod (Majoral), Maurice Aufair (Surgères), S.O.S. Terre ! a été créé au Théâtre-club de Genève.

1972
- 10 octobre 1972 : La Fournaise sur la Radio Suisse romande et la Radio-Sottens, dans une mise en ondes de William Jacques, avec Pierre Boulanger, Paul Ichac, Lucie Avenay, Bernard Junod, Gilles Thibault, Michel Grobety, Vincent Albiez, Gérard Carrat, Michel Cassagne, Patrizia Maselli, Adrien Nicati, Claire Dominique, Gil Pidoux et Daniel Fillion.

## Radio avec Mousse Boulanger:Marchands d'images: émissions poétiques (1956-1978)
À partir du 1er novembre 1956, cette émission poétique radiophonique passait sur les ondes de Sottens de 22 h 45 à 23 h 15. L'émission contenait plusieurs capsules :
1. Passages du poète;
2. Poésie universelle;
3. Tribune des poètes : Pierre et Mousse Boulanger font des entretiens, disent des poèmes, accueillent des poètes tels que Gustave Roud ou Jacques Chessex (printemps 1966);
4. Diffusion du 6 janvier 1975 au 9 juin 1975 : L’émission radiophonique Les Héraults de la résistance  est réalisée avec la participation de Pierre Seghers. Elle comprend 23 épisodes, elle fut enregistrée à Lausanne et dans un studio parisien. Elle durait environ 20 minutes et était insérée dans Marchands d’images ;
5. Diffusion du 6 juillet 1977 au 11 juillet 1977 : Le Jardin de Roses Saadi est un jardin cultivé à la française par Pierre Seghers.

## TSR (télévision suisse romande)
- 8 avril 1962 : « Pierre Boulanger dit Brecht, Éluard et Prévert », dans l'émission Ballade pour notre temps, son Michel Morier, image Jean-Michel Kunzer, script Evelin Bovard, réalisation Pierre Barde, TSR (télévision Suisse Romande)[15].

## Narration[16]
- 1960 : Quand nous étions petits enfants, film de Henry Brandt, assistant Jean Bernasconi, musique originale René Gerber, textes de Henry Brandt, Albert Niklaus, Edmond Pidoux et Jean-Paul Borel dit par Pierre Boulanger et André Pache. Tourné aux Taillères dans la vallée de la Brévine, avec Charles Guyot l'instituteur et les enfants de sa classe. Voir un extrait dans l'émission Couleurs d'été de la TSR.
- 1962 : La Chance des autres, film de Henry Brandt, assistant Jean Bernasconi, musique de René Gerber, commentaire dit par Pierre Boulanger.

## Discographie (1966-1978)
1966
- Terre des hommes de Saint-Exupéry par Radio Lausanne. Le bénéfice des ventes vont à Terre des hommes : mouvement de secours à l’enfance malheureuse.

1968
- Cœur d’or, le petit lapin blanc, conte, enregistrement sonore, disque Pierrot, 1968. (récitants ?)

1969
- Le secret de François, livre-disque, ill, Claude Nicole, Lausanne, Éd. Pierrot, 1969, 16 p. Disque : Mon Ami Pierrot, Pierre, Mousse et Grégoire Boulanger. Décor musical : José et Lupé Azpiazu.

1972
- Pierre et Mousse Boulanger disent Josette Marinelli, Printemps pour Antigone, été. 33 tours. José de Apiazu (guitare). VDE 3014

1973
- Pierre et Mousse Boulanger. Chœur des rendez-vous, 33 tours, Disque évasion —EB 100 820, 1973, disque avec José de Azpiazu
- Berceuses pour une maman, 1973, Terre des hommes, interprétées par Mousse et Pierre Boulanger (voix), Geneviève Kaiser (soprano) et Lupé et José de Azpiazu (guitare). 45 tours, Autoproduction EP 17-724. Pochette Hans Erni.

1974
- Pierre et Mousse. Rythmes et musiques de Talal Droubi, Évasion disques EB 100 820. Photo : N. Treat : Pierre et Mousse au Verger d’Urbain

1975
- Pierre et Mousse Boulanger. Poésies du monde, avec Jose de Azpiazu (guitare), 33 tours, Disque évasion —France —100 802 [1975].

1978
- Boulanger, Pierre et Mousse. C.F. Ramuz. Le Petit Village / Enz, Susanna et Heinz Hertig. Ds Dörfli, récitation en français et en suisse allemand (bernois), 33 tours, Ex Libris, une co-production.